# 과달카날섬

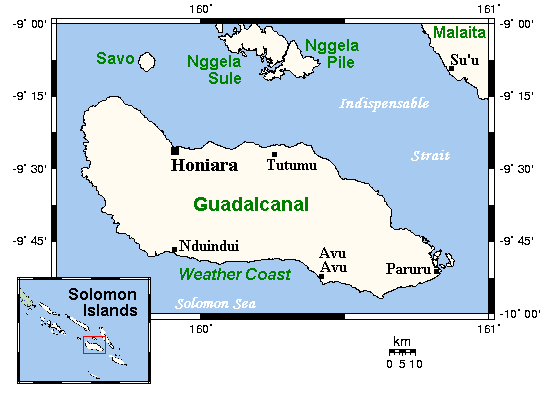
과달카날섬

과달카날섬(Guadalcanal)은 솔로몬 제도에 속하는 태평양의 섬으로 면적은 6,500 km2이다. 제2차 세계 대전 중의 과달카날 전역으로 알려져 있다. 북쪽 해안에 있는 호니아라는 솔로몬 제도의 수도이다. 근처에는 공항도 있다.